# Orbiliaceae

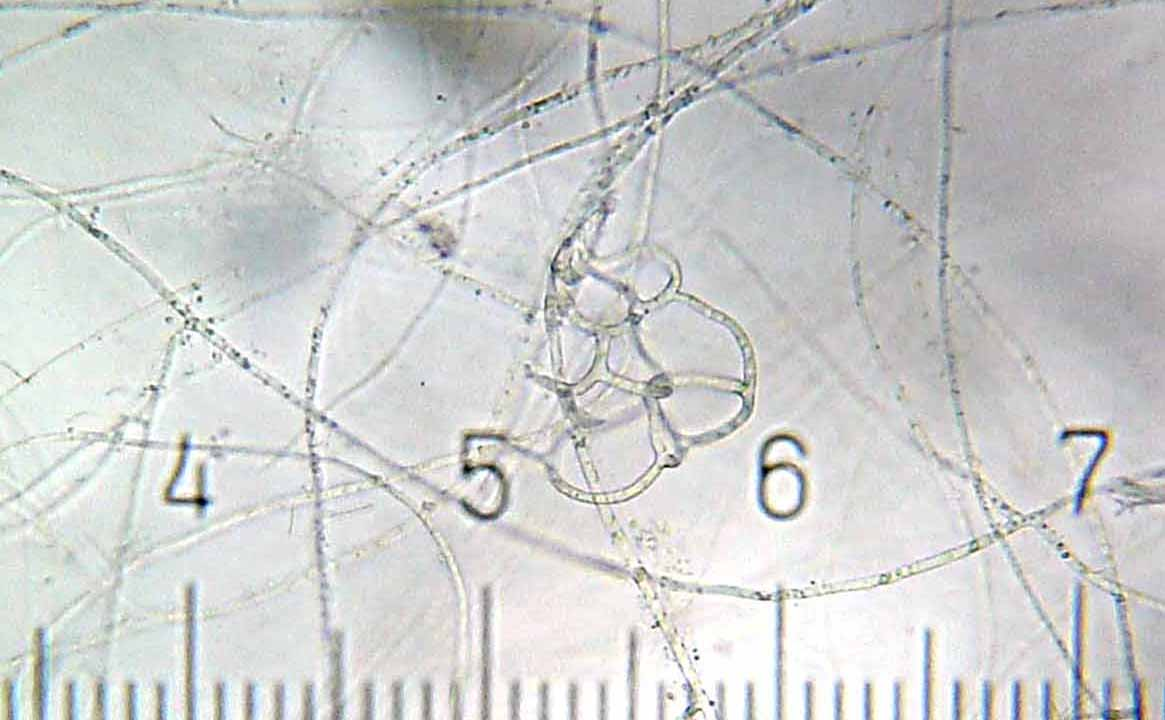
Un hongo del género Arthrobotrys, se observan redes adhesivas que utiliza para retener nematodos. Las marcas numeradas están espaciadas 122 μm.

Orbiliaceae es una familia de hongos saprotróficos en el orden Orbiliales. La familia fue descripta por John Axel Nannfeldt en 1932, y contiene 288 especies en 12 géneros.
Los miembros de esta familia poseen una distribución amplia, pero prevalecen en regiones templadas. Algunas especies de Orbiliaceae son hongos carnívoros y han desarrollado varios mecanismos especializados para atrapar  nematodos.

## Descripción
Orbiliaceae no poseen estroma, un tejido estructural denso que produce cuerpos fructíferos. Poseen pequeños apotecios con forma de disco, que por lo general son convexos, de color brillante o translúcidos. Sus ascosporas son pequeñas (por lo general miden menos de 10 x 1 μm), hialinas, con forma ovalada o elipsoidal.
Las especies por lo general habitan sobre madera en hábitats tanto húmedos como secos.
Las especies anamorfas son hypomicetas.

## Nematofagia
Se conocen muchas especies que se alimentan de nematodos. En breve, cuando penetran una de sus presas, los micelios se diferencian en estructuras funcionales que terminan digiriendo el contenido interno del gusano. Se conocen cinco tipos de mecanismos trampas.